# Ystads sandskog
Ystads sandskog este o arie protejată (arie specială de conservare — SAC, sit de importanță comunitară — SCI) din Suedia întinsă pe o suprafață de 142,8 ha, integral pe uscat.

## Localizare
Centrul sitului Ystads sandskog este situat la coordonatele 55°26′01″N 13°53′37″E / 55.4336°N 13.8936°E.

## Înființare
Situl Ystads sandskog a fost declarat sit de importanță comunitară în ianuarie 1997 pentru a proteja un număr necunoscut de specii din flora spontană și fauna sălbatică aflate în arealul zonei. Situl a fost protejat și ca arie specială de conservare în martie 2011.

## Biodiversitate
Situată în ecoregiunile continentală și marină baltică, aria protejată conține 8 habitate naturale: Dune de coastă fixe cu vegetație erbacee („dune gri”), Dune mobile cu vegetație embrionară, Păduri de fag Luzulo-Fagetum, Păduri acidofile de stejar bătrân cu Quercus robur pe câmpii nisipoase, Dune mobile de-a lungul țărmului cu Ammophila arenaria („dune albe”), Bancuri de nisip acoperite în permanență slab de apă marină, Păduri caducifoliate de mlaștină fino-scandinave, Dune împădurite din regiunile atlantică, continentală și boreală.
La baza desemnării sitului se află un număr nedeclarat de specii protejate.